# پیواکی (ویسکانسین)
پیواکی، ویسکانسین  (به انگلیسی: Pewaukee) شهری در شهرستان واکیشا ایالت ویسکانسین است که در سال ۱۹۹۹ بنیان‌گذاری شده‌است. این شهر طبق سرشماری سال ۲۰۱۰ میلادی ۱۳٬۱۹۵ نفر جمعیت داشته‌است.